# Multi-Mission Radioisotope Thermoelectric Generator

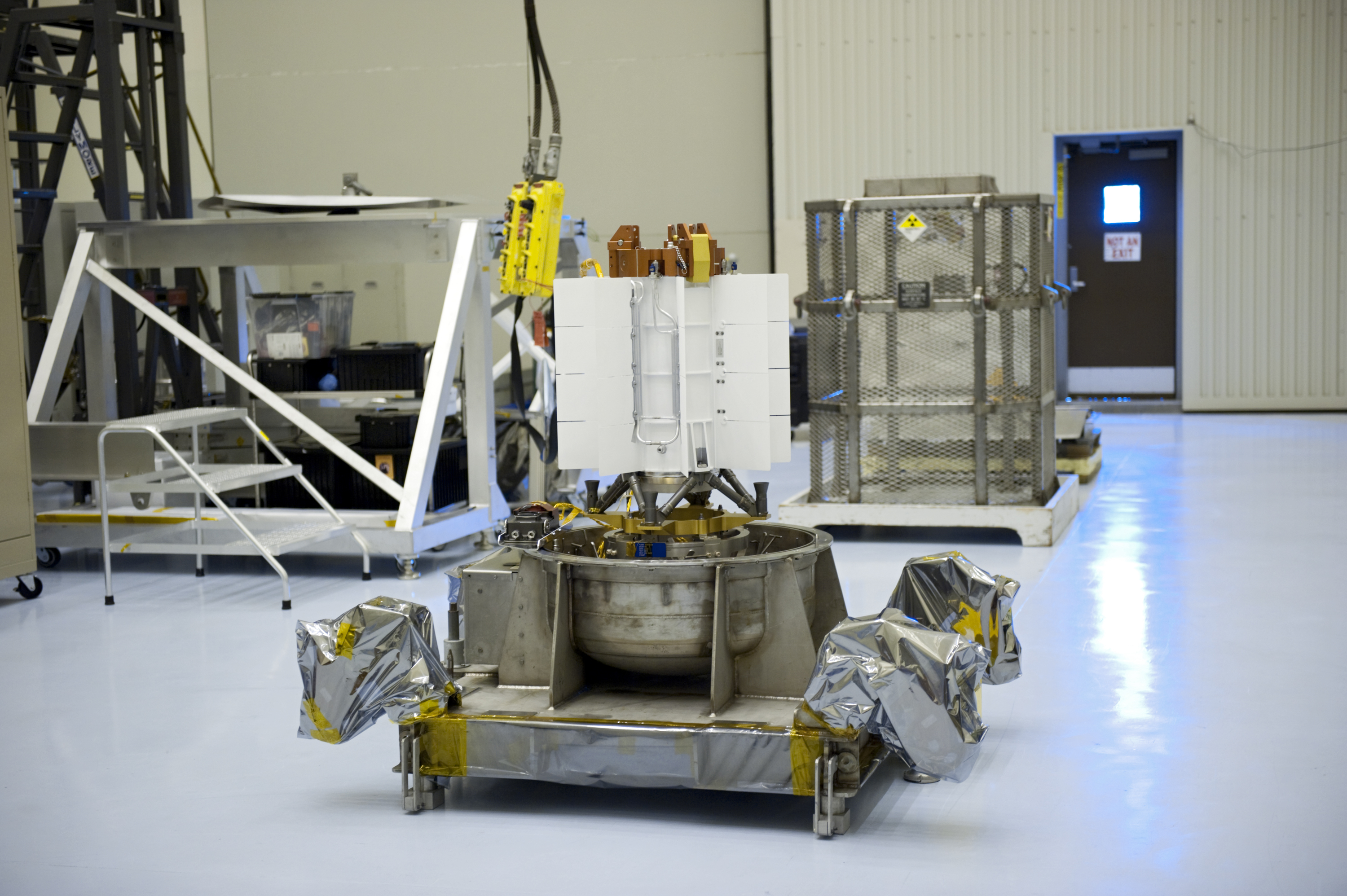
Il MMRTG usato per la missione Mars Science Laboratory, prima di essere montato sul Curiosity

Il Multi-Mission Radioisotope Thermoelectric Generator (MMRTG) è un tipo di generatore termoelettrico a radioisotopi, sviluppato dalla NASA e dal Jet Propulsion Laboratory, in collaborazione con il Dipartimento dell’Energia degli Stati Uniti d’America. È stato sviluppato per alimentare missioni spaziali americane di nuova generazione nello spazio profondo.

## Panoramica
Un generatore termoelettrico a radioisotopi (RTG) è essenzialmente una “batteria nucleare” che converte il calore in elettricità. La NASA e il Dipartimento dell’Energia (DOE) hanno sviluppato una nuova generazione di sistemi di alimentazione che possono essere usati in una varietà di missioni. Il Multi-Mission Radioisotope Thermoelectric Generator (MMRTG), è stato progettato per operare specificatamente su Marte e nel vuoto dello spazio. Esso ha una progettazione modulare flessibile capace di incontrare i bisogni di una grande varietà di missioni, dato che genera energia elettrica con una potenza inferiore rispetto alle precedenti generazioni di RTG, con circa 110 W al lancio. Gli obiettivi del progetto includono livelli di potenza ottimizzati per una vita minima di 14 anni ed assicurando un elevato grado di sicurezza. Il primo RTG nello spazio risale nel 1961, e da quel momento 46 di essi volarono a bordo di 27 missioni spaziali. Questa fonte di elettricità ha permesso alla NASA di esplorare il Sistema Solare per circa 4 decadi, continuando tuttora, includendo le missioni Apollo sulla Luna, le Viking e Curiosity su Marte, e i Pioneer, i Voyager, l'Ulysses, la Galileo, la Cassini e la New Horizons, dirette verso il Sistema Solare esterno. Gli RTG del Pioneer 10 operarono impeccabilmente per 3 decadi finché il segnale della sonda divenne debole a tal punto da non poter esser più rilevato dal 2003. Gli spettacolari Voyager 1 e 2, operanti con RTG dal lancio nel 1977, continuano a funzionare, con il Voyager 1 che costituisce la prima sonda mai costruita dall’uomo ad aver raggiunto lo spazio interstellare. Mentre gli RTG non sono mai stati la causa di un problema a un veicolo spaziale, essi sono stati a bordo di 3 missioni che fallirono per altre ragioni. In tutti questi casi, gli RTG operarono perfettamente come previsto.

## Struttura e funzionamento di un MMRTG
Gli RTG funzionano convertendo il calore proveniente dal decadimento dei radioisotopi in elettricità. Gli RTG consistono in due elementi maggiori: una sorgente di calore, che contiene 238Pu, e termocoppie a stato solido, le quali convertono il calore dovuto al decadimento di un “combustibile” (in questo caso plutonio) in elettricità. La conversione del calore direttamente in elettricità è un principio scientifico scoperto 150 anni fa dallo scienziato tedesco Johann Seebeck. Egli infatti osservò che se due materiali conduttori diversi venivano uniti in un circuito chiuso, e se alle loro giunzioni si applicavano temperature differenti, si originava una tensione elettrica. Queste paia di giunzioni vennero chiamate coppie termoelettriche (o termocoppie, o TE).
Il MMRTG è progettato per usare una sorgente di calore composta da 8 moduli General Purpose Heat Source (GPHS). I GHPS sono il blocco base di sicurezza nei sistemi di alimentazione a radioisotopi. Essi sono grandi quanto una moneta da 1 centesimo, circa 2,54 x 3,30 cm, con una massa di 39,69 g l’uno. Ciascun GHPS è costituito da un pellet di PuO2, rosso-arancione per via del calore prodotto dal suo decadimento alfa, incapsulato in un rivestimento all’iridio, a sua volta contenuto in uno schermo di grafite. Infine, il tutto è inserito in uno scudo in fibra di carbonio. Un aeroshell contiene 2 di queste soluzioni, ed è associato ad altri 7 aeroshell per formare l’unità di combustibile richiesta per generare la tensione.

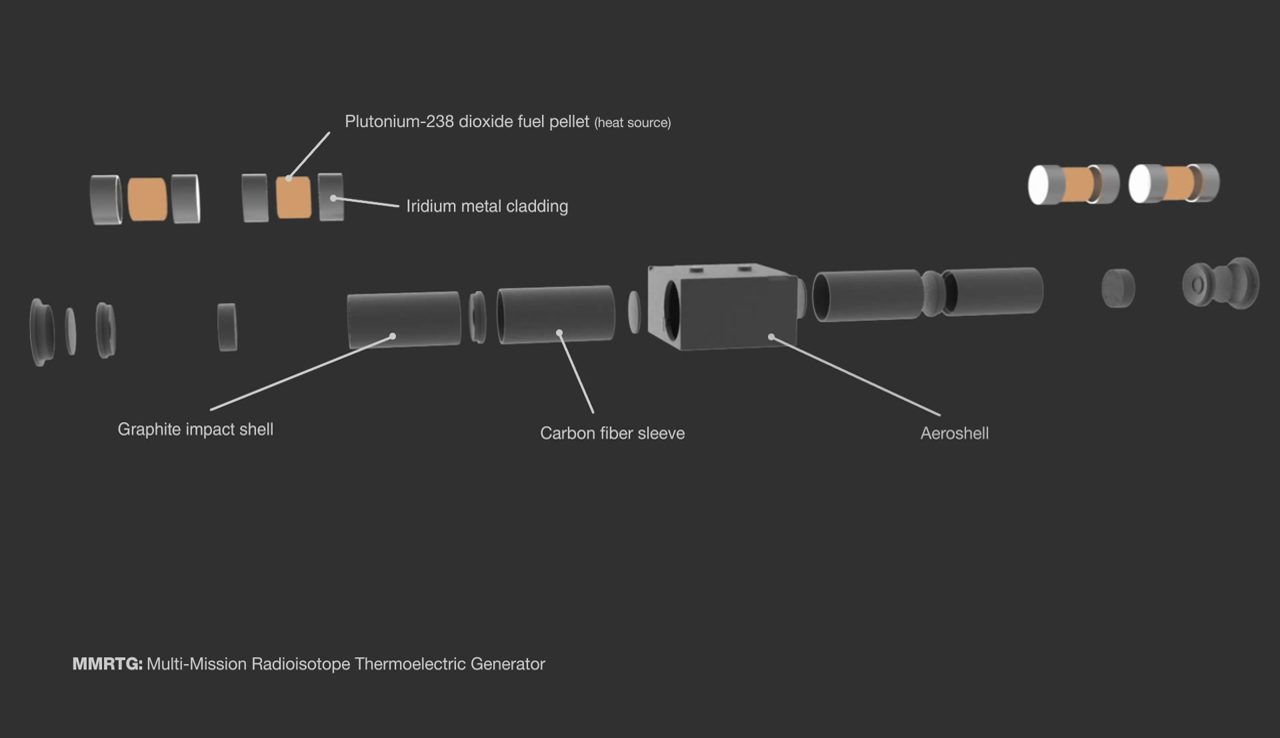
La struttura di un GHPS nel MMRTG

Un MMRTG contiene in totale 4,8 kg di diossido di plutonio (238Pu + O2 → PuO2), che inizialmente forniscono 2 kW di energia termica, convertiti in 110 W di potenza elettrica, con un rendimento del 6,3%. La tensione, continua, prodotta da questo generatore è di 23-36 V. Diversi materiali termoelettrici (PbSnTe, TAGS, e PbTe) hanno dimostrato capacità e durata estesa, e sono gli stessi usati sulle due sonde Viking che atterrarono su Marte nel 1976. Le termocoppie, in un MMRTG, sono costituite da piombo e tellurio.
Un generatore di questo tipo ha un diametro di circa 64 cm (dalla punta di una pinna all’altra), ed è alto 66 cm, con una massa di 45 kg.

### Elementi di sicurezza
Negli MMRTG il combustibile viene mantenuto a tassi di vaporizzazione molto bassi, limitando la generazione di polveri respirabili, ed è altamente insolubile. Il suo rivestimento è in iridio, che evita la sua contaminazione, protezione da impatti e resistenza alla corrosione, oltre ad avere un elevato punto di fusione, ovvero 2400° C, ed è resistente ad una carica pirotecnica di 6 kg.

### Controllo a terra
Il MMRTG può essere controllato a terra tramite il software DEGRA, sviluppato al Jet Propulsion Laboratory. Grazie alla sua GUI è possibile predire le performance del MMRTG, inclusa la sua degradazione nel tempo, partendo dai dati preimpostati dello stato iniziale del generatore. Il software è reperibile dal sito della NASA Archiviato il 18 aprile 2017 in Internet Archive. solo per scopi governativi, pertanto non è disponibile al pubblico.

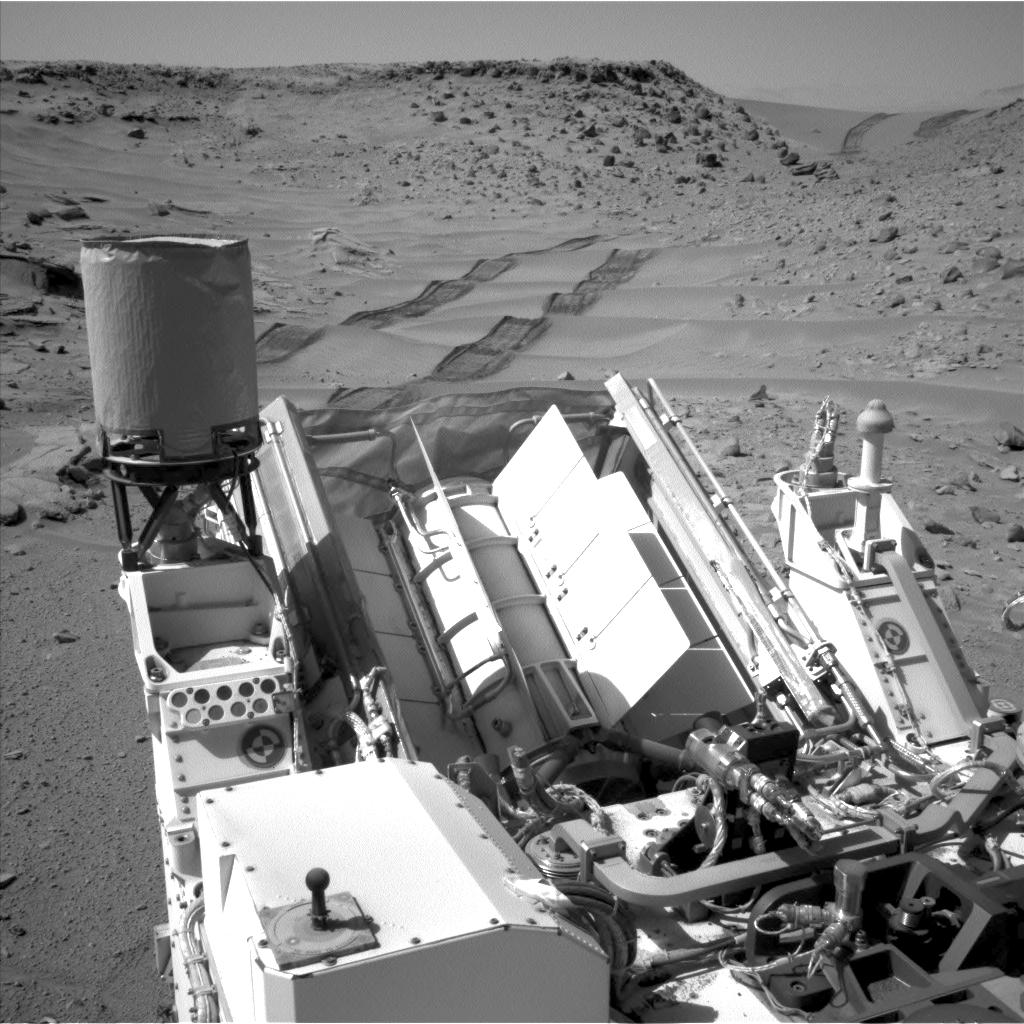
Il MMRTG a bordo del Mars Science Laboratory su Marte, fotografato con la fotocamera MAHLI

### Mars Science Laboratory
La prima missione NASA a trasportare un MMRTG è il rover marziano Curiosity, il quale atterrò sul pianeta rosso il 6 agosto 2012, dopo il lancio nel novembre 2011. Curiosity, il più grande e potente rover mai lanciato su un altro pianeta, ha già raggiunto il suo obiettivo primario, ovvero determinare che il suo sito di atterraggio, il Gale Crater, ha presentato in passato condizioni favorevoli allo sviluppo della vita. Solo nel suo primo anno su Marte, Curiosity ha fornito più di 190 GBit di dati, inviando più di 36700 immagini complete e 35000 miniature, eseguendo più di 75000 accensioni laser per investigare sulla composizione di numerosi target geologici, ed ha collezionato ed analizzato materiali di campionamento da 2 rocce marziane, oltre ad aver percorso più di 1,6 km.

## Specifiche
Riferite all’unità del Mars Science Laboratory
| Componenti                   | Quantità                              |
| ---------------------------- | ------------------------------------- |
| Moduli                       | 8                                     |
| Rivestimenti alimentati      | 32                                    |
| Proprietà radiologiche       | Quantità (all’inizio di una missione) |
| Livello di attività (totale) | 60000 Ci                              |
| 238Pu                        | 3,478 kg                              |
| Pu (totale)                  | 4,103 kg                              |
| Emivita del combustibile     | 87,75 anni                            |
| Livello di alimentazione     | Quantità (all’inizio di una missione) |
| Potenza termica              | 1975 W                                |
| Potenza elettrica in uscita  | 110 W                                 |
| Parametri fisici             | Quantità                              |
| Massa del MMRTG              | 43,6 kg                               |
| Lunghezza/diametro           | 66,8 cm/64,2 cm                       |
| Vita operativa               | Al minimo 14 anni                     |

## L’Enhanced Multi-Mission Radioisotope Thermoelectric Generator (eMMRTG)
Il concetto di eMMRTG conserverebbe tutte le caratteristiche del MMRTG, il suo volume, le sue interfacce e i punti di montaggio, offrendo significativi miglioramenti nell’alimentazione, aumentando del 25% la potenza all’inizio di ogni missione e del 50% quella disponibile dopo 14 anni.
L’eMMRTG sostituirebbe le attuali termocoppie del MMRTG con delle nuove in skutterudite (SKD), impiegando le tecnologie sviluppate dal JPL con la collaborazione della NASA negli ultimi 20 anni, ed impiegando partner industriali affidabili come Teledyne Energy Systems e Aerojet Rocketdyne. Inoltre verrebbe aggiunto uno strato di ossido sulla sorgente di calore per permettere un aumento delle temperature nelle giunzioni calde.
Di seguito è riportata una tabella con le principali differenze tra un'unità MMRTG e una eMMRTG.
|                                    | MMRTG          | eMMRTG                                      |
| ---------------------------------- | -------------- | ------------------------------------------- |
| No. di moduli GHPS                 | 8              | 8                                           |
| Tipo di termocoppie                | PbTe/TAGS      | SKD                                         |
| No. di termocoppie                 | 768            | 768                                         |
| Temperatura delle giunzioni calde  | 530 °C         | 600 °C                                      |
| Temperatura delle giunzioni fredde | 200 °C         | 200 °C                                      |
| Potenza all’inizio di una missione | 110 W          | ~ 145 W                                     |
| Potenza disponibile dopo 14 anni   | 60 W           | 90 W                                        |
| Efficienza del sistema             | 6,3%           | 8%                                          |
| Potenza specifica                  | 2,8 W/kg       | 3,6 W/kg                                    |
| Missioni impiegate                 | Multi-missione | Multi-missione                              |
| Tempo di sviluppo                  | In uso         | ~ 5 anni                                    |
| Missioni future                    | MSL, Mars 2020 | Europa, programma Discovery e New Frontiers |

## Galleria d'immagini

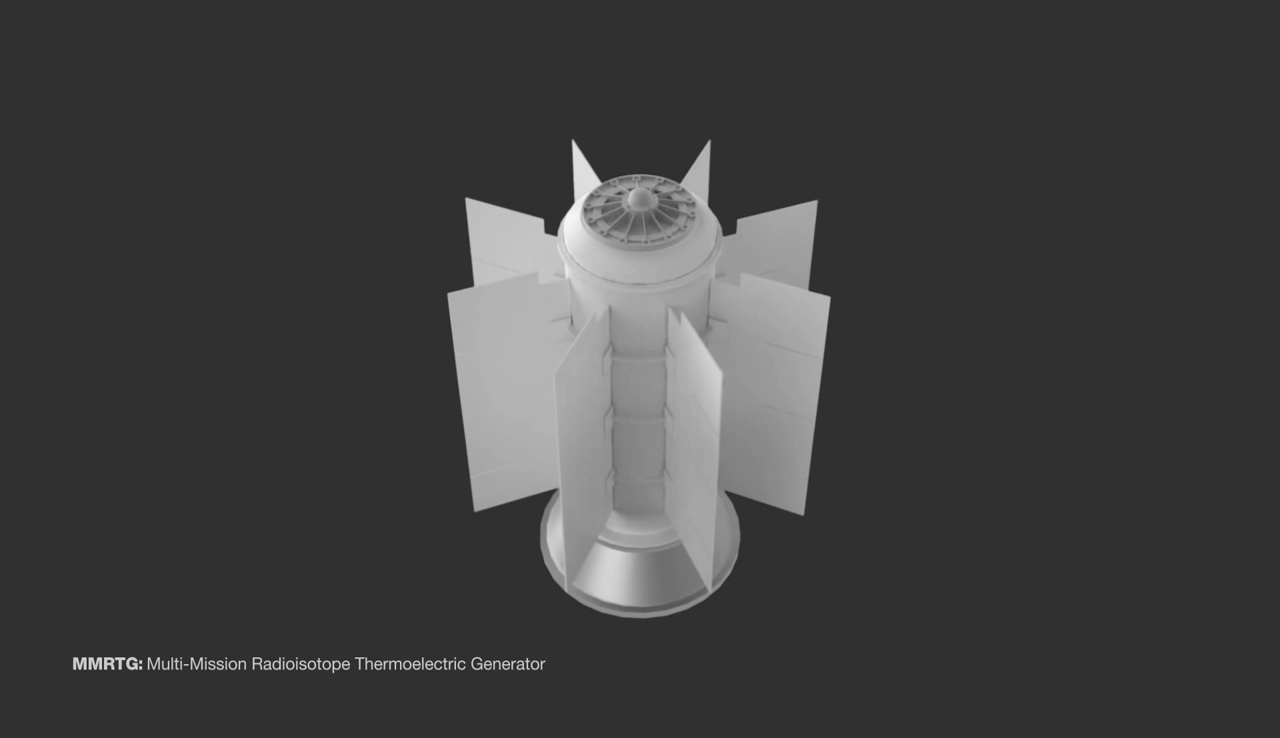
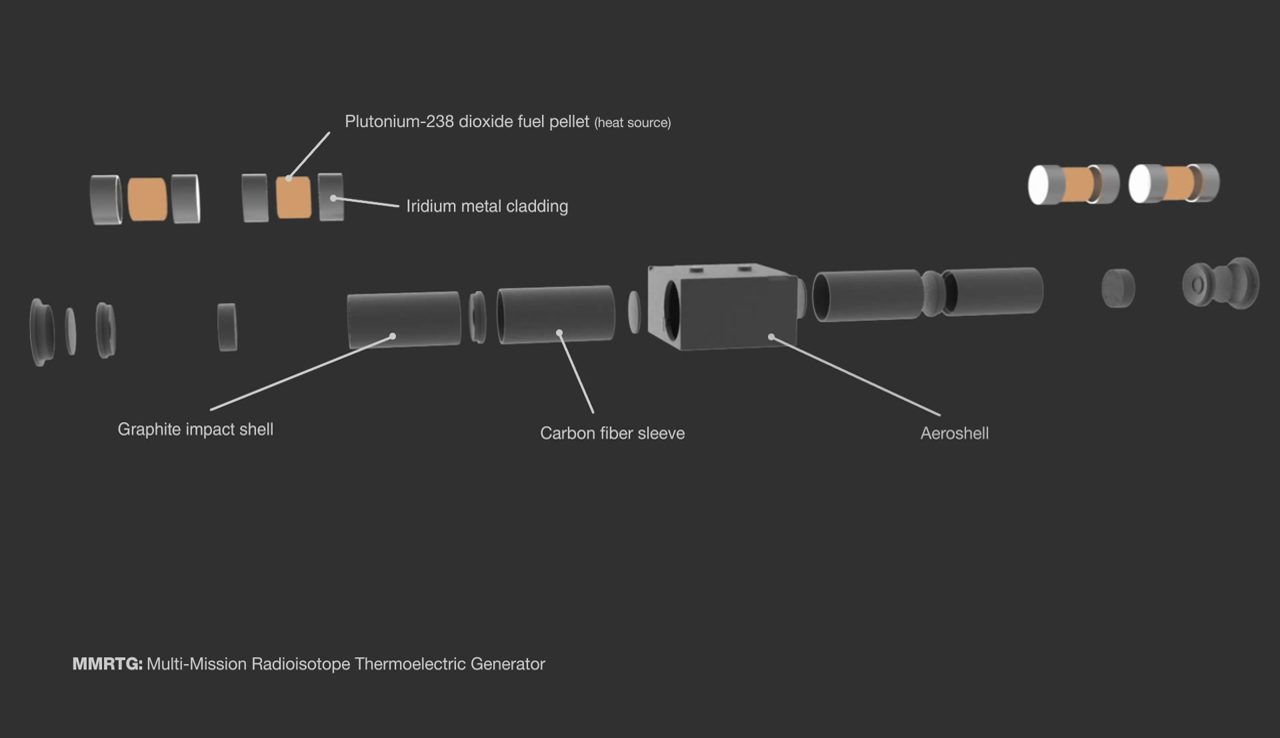
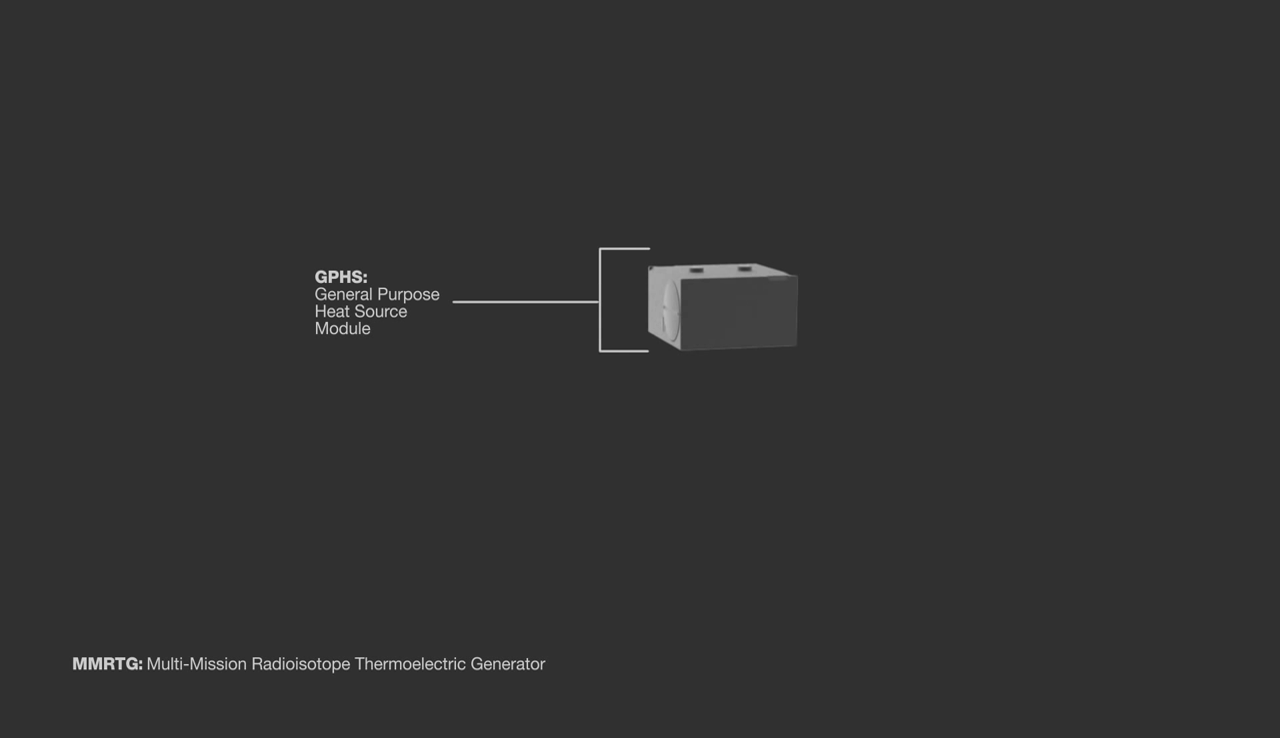
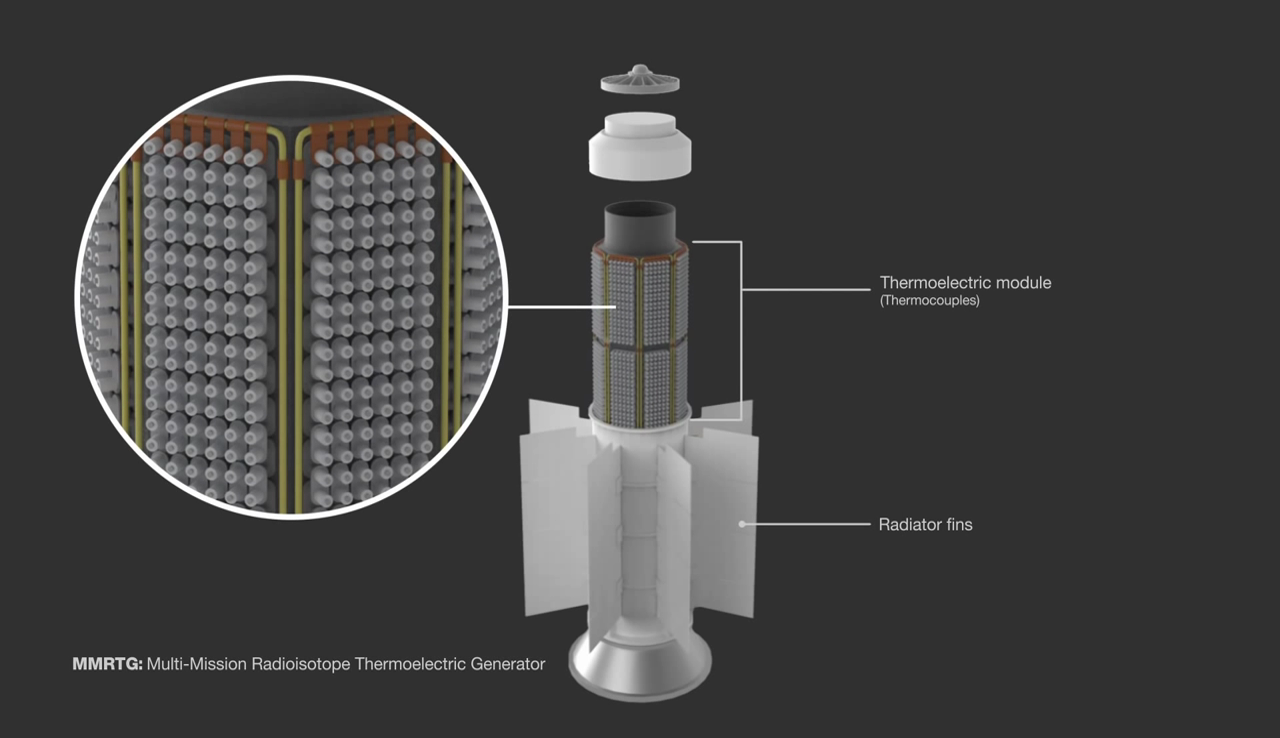
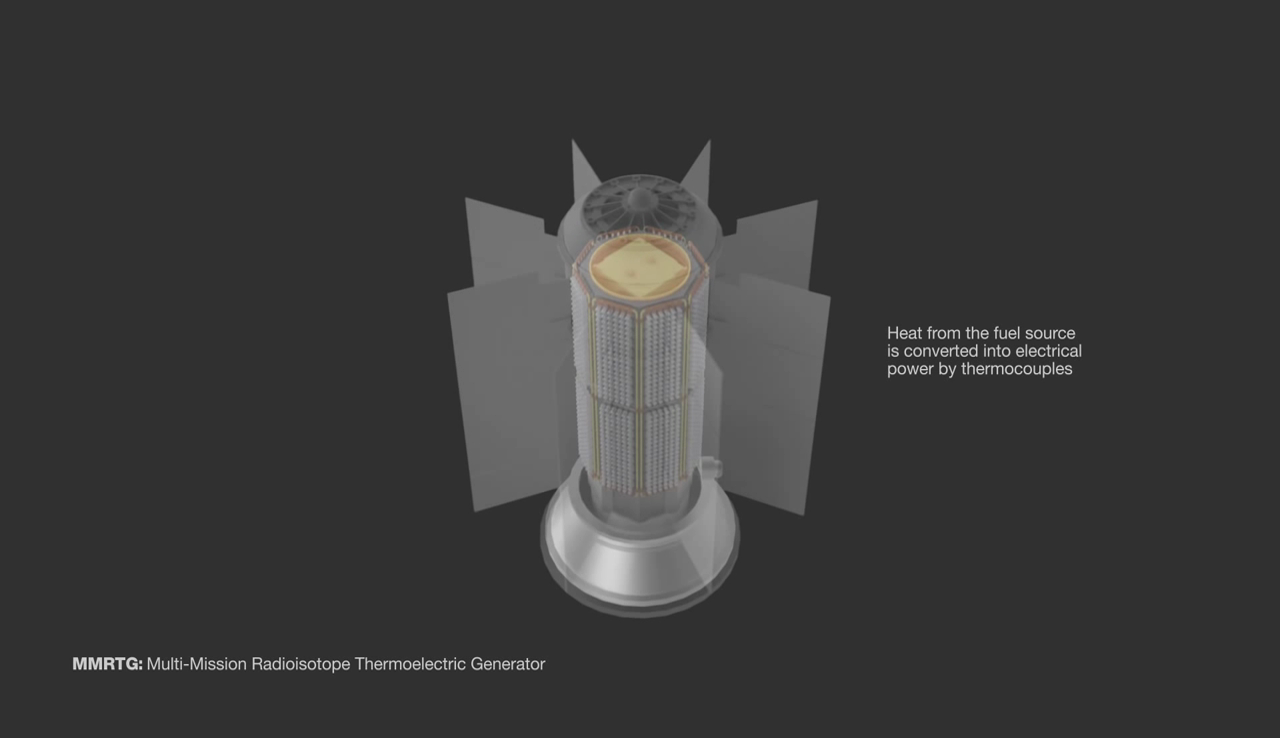